# Ljudmil Stajkov
Ljudmil Stajkov (in bulgaro Людмил Стайков?; Sofia, 18 ottobre 1937) è un regista bulgaro.
Il suo film Obič nel 1973 ha vinto il Gran Premio al Festival cinematografico internazionale di Mosca.

## Filmografia
- Obič (1972)
- Dopălnenie kăm zakona za zaštita na dăržavata (1976)
- Iljuzia (1980)
- Han Asparuh (1981)
- 681 - Veličieto na hana (1984)
- Vreme na nasilie (1988)